# Israel en los Juegos Paralímpicos
Israel en los Juegos Paralímpicos está representado por el Comité Paralímpico de Israel, miembro del Comité Paralímpico Internacional.
Ha participado en todas las ediciones de los Juegos Paralímpicos de Verano (17 en total). El país ha obtenido un total de 394 medallas en las ediciones de verano: 133 de oro, 127 de plata y 134 de bronce.
En los Juegos Paralímpicos de Invierno ha participado en una ocasión, Pekín 2022, sin conseguir ninguna medalla.
Este país fue anfitrión de los Juegos Paralímpicos de Verano en una ocasión: Tel Aviv 1968.

## Medallero

### Por edición
| Evento                                | Oro | Plata | Bronce | Total |
| ------------------------------------- | --- | ----- | ------ | ----- |
| Roma 1960                             | 0   | 2     | 2      | 4     |
| Tokio 1964                            | 7   | 3     | 11     | 21    |
| Tel Aviv 1968                         | 18  | 21    | 23     | 62    |
| Heidelberg 1972                       | 9   | 10    | 9      | 28    |
| Toronto 1976                          | 40  | 13    | 16     | 69    |
| Arnhem 1980                           | 13  | 18    | 15     | 46    |
| Nueva York 1984 Stoke Mandeville 1984 | 11  | 21    | 12     | 44    |
| Seúl 1988                             | 15  | 14    | 16     | 45    |
| Barcelona 1992                        | 2   | 4     | 5      | 11    |
| Atlanta 1996                          | 0   | 4     | 5      | 9     |
| Sídney 2000                           | 3   | 2     | 1      | 6     |
| Atenas 2004                           | 4   | 4     | 5      | 13    |
| Pekín 2008                            | 0   | 5     | 1      | 6     |
| Londres 2012                          | 1   | 2     | 5      | 8     |
| Río de Janeiro 2016                   | 0   | 0     | 3      | 3     |
| Tokio 2020                            | 6   | 2     | 1      | 9     |
| París 2024                            | 4   | 2     | 4      | 10    |
| TOTAL                                 | 133 | 127   | 134    | 394   |

| Evento     | Oro | Plata | Bronce | Total |
| ---------- | --- | ----- | ------ | ----- |
| Pekín 2022 | 0   | 0     | 0      | 0     |
| TOTAL      | 0   | 0     | 0      | 0     |

### Por deporte
Deportes de verano
| Evento                        | Oro | Plata | Bronce | Total |
| ----------------------------- | --- | ----- | ------ | ----- |
| Atletismo                     | 36  | 38    | 40     | 114   |
| Baloncesto en silla de ruedas | 4   | 4     | 4      | 12    |
| Bolos sobre hierba            | 0   | 0     | 2      | 2     |
| Ciclismo                      | 0   | 1     | 0      | 1     |
| Esgrima en silla de ruedas    | 4   | 6     | 7      | 17    |
| Golbol                        | 0   | 1     | 0      | 1     |
| Halterofilia                  | 9   | 2     | 3      | 14    |
| Natación                      | 63  | 59    | 57     | 179   |
| Remo                          | 1   | 1     | 3      | 5     |
| Taekwondo                     | 1   | 0     | 0      | 1     |
| Tenis de mesa                 | 10  | 4     | 10     | 24    |
| Tenis en silla de ruedas      | 1   | 1     | 2      | 4     |
| Tiro                          | 0   | 9     | 6      | 15    |
| Vela                          | 1   | 0     | 0      | 1     |
| Voleibol                      | 3   | 1     | 0      | 4     |
| TOTAL                         | 133 | 127   | 134    | 394   |